# 陈三立
陳三立（1853年10月23日—1937年9月14日），字伯嚴，號散原，江西南昌府義寧州（今属九江市修水縣）人，同光體江西派代表人物，被譽為中國最後一位傳統詩人，江西诗派传统的最后一位宗师。出身世家，當年與譚延闓、譚嗣同並稱「江楚三公子」；又與譚嗣同、丁惠康、吳保初合稱維新四公子，但戊戌政變後，頗思避禍全身，甚少參與政治，自謂「神州袖手人」（憑欄一片風雲氣，來作神州袖手人）。

## 家世
- 高祖陳公元，高祖母何氏，上杭何覲光女。

- 曾祖陳紹亭，曾祖母謝氏，謝春馨女。

- 祖陳子潤，祖母李氏，李大嶸女。

- 父親陳寶箴为晚清湖南巡撫，維新派人物；母親黃氏，黃應亨女。

- 原配武寧羅氏（咸豐元年辛亥科舉人、四川雅州府知府羅亨奎女，母方氏），清咸豐五年乙卯十一月初二日生（1855年12月10日）[1]，光緒六年庚辰十月初五日午時歿（1880年11月7日）[2]，年26歲。葬湖南省平江縣。生2子：衡恪；同亮（殤）。
- 繼配俞明詩，字麟洲，浙江山陰縣人，俞文葆（咸豐元年辛亥科舉人、湖南候補知縣，歷署興寧、東安縣事）女，母兩氏。同治4年7月28日卯時生（1865年9月17日）[3]，民國12年（1923年）8月11日 （農曆癸亥年6月29日）歿，59歲。生多子，其中包括: 隆恪、寅恪、方恪、登恪等。生3女: 康晦、新午、安醴。
- 长子陳衡恪為畫家。
- 次子陈隆恪。
- 六子陳寅恪為歷史學家[4]。
- 七子陈方恪，字彦通，南京图书馆职员。
- 八子陈登恪，武汉大学教授。
- 陳康晦嫁合肥人張宗義，陳新午嫁山陰俞大維、陳安醴嫁四川人薛琛錫。

## 年表[5]

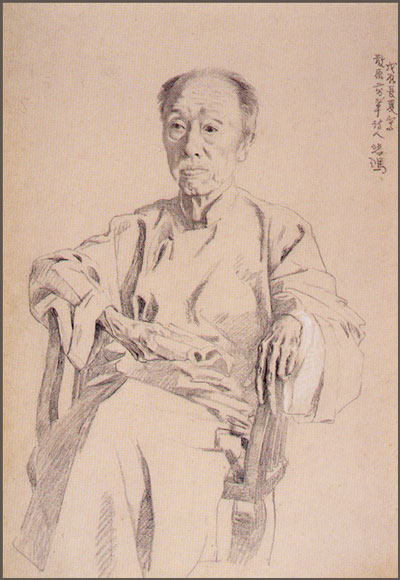
陳散原像，徐悲鴻繪，炭精筆，紙本，畫於1928年

- 咸丰三年九月二十一日子時出生（1853年10月23日）[6]
- 光緒八年（1882年）：參加壬午科鄉試，不以八股文而以散文體作答，初選遭棄，主考官陳寶琛發現，方選為舉人
- 光緒十二年（1886年），丙戌科會試中式成貢士
- 光緒十五年（1889年）：補殿試成進士。官吏部主事，期間曾參加強學會
- 光緒二十一年（1895年）：棄官吏部主事一職，往湖南助其父推行新政
- 光緒二十四年（1898年）：戊戌政變，以「招引奸邪」之罪革職，移居於南昌西山之崝廬
- 光緒二十六年（1900年）：移居南京，父親去世
- 光緒二十九年（1903年）：辦家學，贊助柳詒辦思益小學
- 光緒三十一年（1905年）：與李有棻等人辦鐵路公司，籌建南潯線
- 光緒三十四年（1908年）：與湯壽潛組織中國商辦鐵路公司
- 宣统三年（1911年）：反對武昌起義、民軍。移居上海
- 宣统三年－民国四年（1911年－1915年）：與其他留戀清朝的文人組織詩社
- 民国十二年－十四年（1923年－1925年）：居杭州。
- 民国十三年（1924年）4月：与访问中国的泰戈爾会面（徐志摩為兩人翻譯），獲贈一書
- 民国十五年（1926年）底：居上海
- 民国十八年（1929年）11月：回廬山，期間寫下的詩集於《匡廬山居詩》
- 民国十九年（1930年）：倡議重修《廬山誌》
- 民国二十一年（1932年）：獲邀出席「國難會議」，拒往
- 民国二十五年（1936年）：和胡適獲邀代表中國出席在英國倫敦舉行的國際筆會，但未成行
- 民国二十六年（1937年）八月初十日（9月14日）：蘆溝橋事變爆发，絕食5日而死
- 民國三十六年，葬杭州西湖牌坊山黃泥嶺生壙， 與繼配俞氏合窆。

## 評價
「其詩不用新異之語，而境界自與時流異，醇深俊微，吾謂於唐宋人集中罕見倫比。」《飲冰室詩話》，梁啟超。

## 部分作品
著有《散原精舍詩》二卷、《續集》三卷、《別集》一卷、《文集》十七卷、《手書詩稿》一卷，已刊行。《文別集》未刊。
- 十一月十四夜發南昌月江舟行

露氣如微蟲，波勢如臥牛。
明月如繭素，裹我江上舟。
- 園居看微雪

初歲仍微雪，園亭意颯然。
高枝噤鵲語，欹石活蝸涎。
凍壓千街靜，愁明萬像前。
飄窗接梅蕊，零亂不成妍。

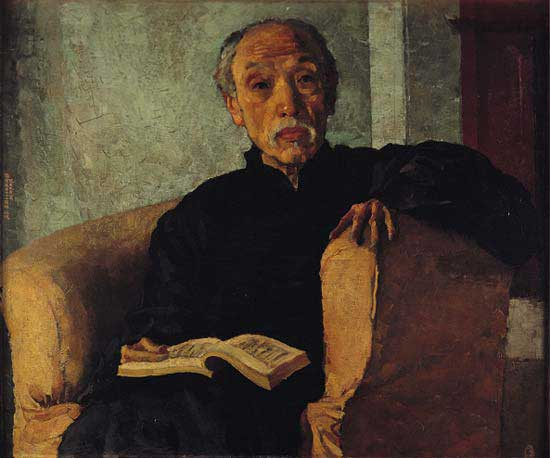
陳散原像，徐悲鴻繪，布油畫

- 十月十四日夜饮秦淮酒楼，闻陈梅生侍御、袁叔舆户部述出都遇乱事，感赋

狼嗥豕突哭千门，溅血车菌处处村。
敢幸生还携客共，不辞烂漫听歌喧。
九州人物灯前泪，一舸风波劫外魂。
霜月阑干照头白，天涯为念旧恩存。
- 晓抵九江作

藏舟夜半负之去，摇兀江湖便可怜。
合眼风涛移枕上，抚膺家国逼灯前。
鼾声临榻添雷吼，曙色孤篷漏日妍。
咫尺琵琶亭畔客，起看啼鸦万峰颠。

## 外部連結
- 【古典今論】散原詩文集經眼錄 （页面存档备份，存于）——含陳三立書籍的版本列表
- 【翻譯】吉川幸次郎《清末之詩：讀〈散原精舍詩〉》 （页面存档备份，存于）
- 清代後期的詩壇 （页面存档备份，存于）
- 陳三立，新華網江西頻道
- 陈三立：中国最后一位古典诗人